# Järnväg i Skåne

Järnvägar i Skåne med reguljär person- och/eller godstrafik (blått) och banor utan reguljär trafik (grått), eventuellt med dressin- och/eller museitrafik alternativt irreguljär godstrafik. Enkelspåriga banor är markerade med en heldragen linje medan dubbelspåriga banor är markerade med två parallella heldragna linjer. Längre tunnlar är markerade med ljusblått.

Skånes järnvägsnät är ett av Sveriges mest utvecklade och använda järnvägsnät. De flesta större orterna i Skåne liksom många mindre orter har tillgång till järnvägsförbindelser. Alla banor med persontrafik är elektrifierade och utrustade med fjärrblockering.
Den regionala persontrafiken utgörs i första hand av Skånetrafikens Pågatåg och Öresundståg. Trafiken är mest utvecklad i västra Skåne mellan de tre största städerna Malmö, Helsingborg och Lund samt till Köpenhamn på den danska sidan av Öresund. Fjärrtrafiken utgörs huvudsakligen av SJ:s X 2000 mot Stockholm och SJ 3000 mot Göteborg, samt av Snälltåget mot Stockholm (vintertid till Åre). Därutöver finns även en betydande godstrafik.
Stora infrastruktursatsningar har genomförts i Skåne sedan 1990-talet, däribland Öresundsförbindelsen, Citytunneln och Hallandsåstunneln. Stora delar av järnvägsnätet är dock fortfarande i behov av antingen upprustning eller utbyggnad, inte minst på grund av den kraftiga ökningen av antalet resenärer under 2000-talet.

## Historia

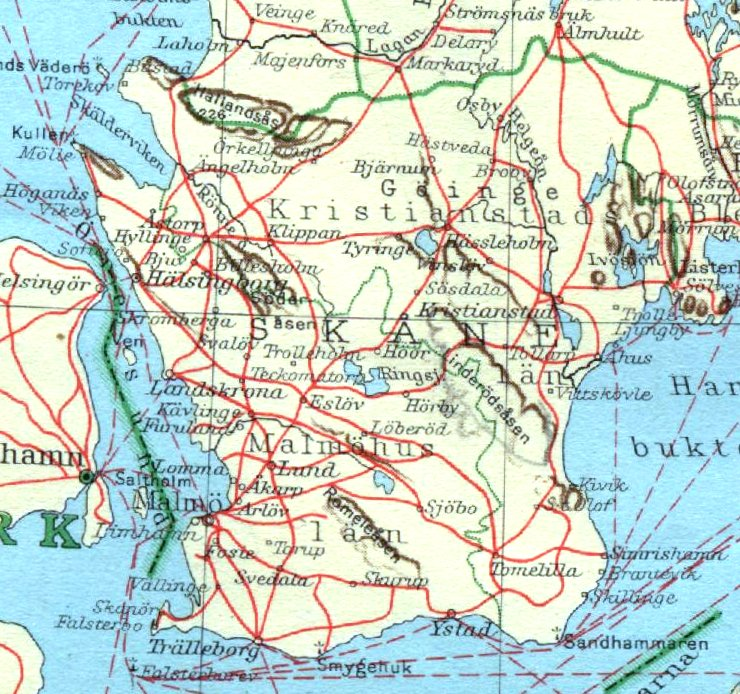
Skånes järnvägsnät 1930

Skåne intar en särställning i fråga om järnvägsbygge i Sverige. En av de två första deletapperna av stambanorna kom att byggas här. Tillsammans med de efterföljande privatbyggda bibanorna, som anslöt de befintliga städerna med stambanan, gav anläggandet av järnvägar upphov till nya samhällen såsom Eslöv, Hässleholm, Vinslöv och Teckomatorp för att bara nämna några. Det skånska järnvägsnätet blev också ett av landets tätaste. Slutligen kan omnämnas att i Skåne fanns Sveriges första egentliga järnväg, den 1798 anlagda gruvbanan i Höganäs.
Järnvägsuppbyggnaden kan indelas i etapper beroende på nätets tillkomst och dess inbördes betydelse. Man kan indela etapperna i byggandet av södra stambanan, dess första anslutningsjärnvägar till viktigare städer, så kallade bibanor och andra mindre privatbanor. Utvecklingen kan sägas vara dendritisk (förgrenande) med utväxter av banor från stambanan med ständiga förtätningar från 1856 fram till 1919, då Ystad–Skivarps Järnväg blev överflödig och lades ned. Nästan alla järnvägar byggdes normalspåriga. Det intensiva jordbruket skapade ganska mycket godstrafik i ton räknat. Olika grödor behövde skickas till olika fabriker och vidare till konsumenter. Där var det större behov av att växla godsvagnar mellan olika banor, vilket bara fungerade med samma spårvidd.
Intressant är att notera hur stort det privata initiativet var i förhållande till statens, som egentligen enbart lät anlägga Södra stambanan med utgångspunkt i Malmö med riktning mot Lund och därifrån norrut, vilket sedermera skapade ett flertal järnvägssamhällen, eller medförde expansion av befintliga samhällen, såsom Eslöv, Höör, Hässleholm och Osby. Denna järnvägs betydelse för rikets samhällstillväxt skall inte underskattas, liksom de äldsta enskilda järnvägarna i Skåne; de under 1860-talet anlagda linjerna Kristianstad–Hässleholm, Ystad–Eslöv, Landskrona–Eslöv, Helsingborg–Eslöv; 1870-talets linjer Malmö–Ystad, Helsingborg–Hässleholm och Ängelholm–Landskrona via Billesholm/Åstorp, varifrån det på 1880-talet byggdes vidare för fortsatt färd mot Malmö och Lund, via Teckomatorp och Kävlinge. På 1890-talet färdigställdes sträckan Hässleholm–Markaryd–Veinge med slutstation Halmstad. Åstorp–Värnamo, med slutstationer Helsingborg och Jönköping färdigställdes kring sekelskiftet. Galleriet i denna artikel beskriver hur järnvägsnätet förtätades och gjorde Skåne till landets järnvägstätaste landskap och en av Europas järnvägstätaste regioner.
När det gäller avveckling och nedläggning av järnvägslinjer startade denna redan år 1919 då en av Sveriges mest kortlivade järnvägar, sträckan mellan Skivarp och Charlottenlund (Ystad–Skivarps Järnväg som öppnade 1901), lades ned. På 1920-talet slogs järnvägsbolag samman och parallella eller överflödiga linjer försvann. På 1940-talet förstatligades bannätet. Rationaliseringar i omgångar minskade linjenätets omfattning efterhand.

### Utvecklingen fram till år 1910
Järnvägsnätet i Skåne har en utveckling som intar en särskilt intressant plats i den Svenska järnvägshistorien. Dels på grund av den kontinentala påverkan, dels på grund av det relativt täta nät som uppstår inom provinsen. Nedan redovisas i kartform järnvägsnätets utveckling avseende persontrafiken från 1856 fram till 1910. 

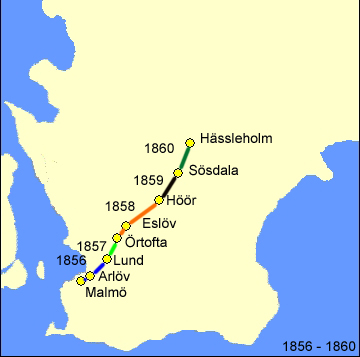
1856 – 1860. Denna period kännetecknar Södra stambanans framväxt norrut.
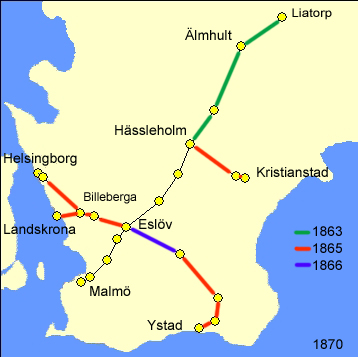
1860 – 1870. Decenniet uppvisar framväxten av anslutningsbanor från viktigare städer till Södra stambanan.
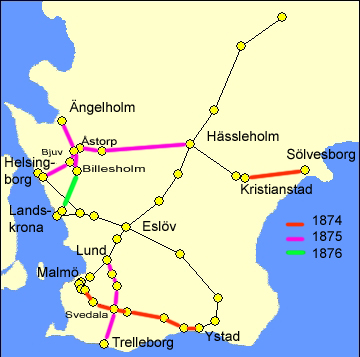
1870 – 1880. Under perioden tillkommer ytterligare några banor innan en ekonomisk svacka medför att järnvägsbyggandet minskar.

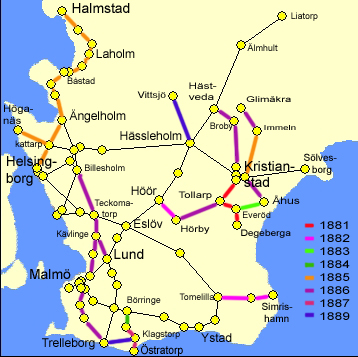
1880 – 1890. Inte mindre än 4 ångspårvägar kom att anläggas under decenniets första hälft i Skåne. Ångspårvägar var ett försök att skapa en mer ekonomisk järnväg under lågkonjunkturen. I slutet av tioårsperioden tar järnvägsbygget åter fart med byggnation av järnvägar i normalutförande.
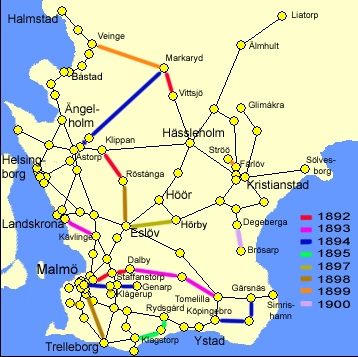
1890 – 1900. Järnvägsbyggandet tar fart igen. Mindre banor börjar samverka för att öka sin effektivitet. Fusioner påbörjas och järnvägsbolag går samman.
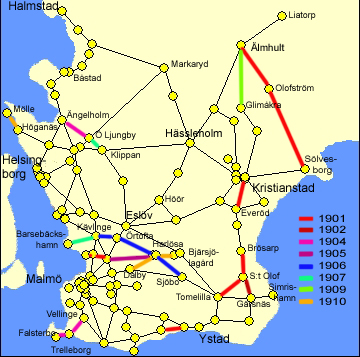
1900 – 1910. Kompletteringslinjer och nysatsningar kännetecknar perioden efter förra decenniets bolagsfusioner och bildandet av järnvägsbolagskonglomerat. Nu är järnvägsnätet som störst i Skåne.

Skånes järnvägar

### Summering
Södra stambanan byggdes under 1850- och 60-talen och under det senare decenniet tillkom de viktigaste bibanorna. De sista bibanorna dök upp under 1870-talet då även de första privatbanorna togs i drift. 1880-talet karaktäriseras av nytänkande som mynnar ut i fyra ångspårvägar, och slutet av decenniet och början av det följande präglas av att privatbanebygget åter tar fart tack vare ny ekonomisk styrka. Under 1890-talet konsolideras också järnvägsnätet genom ett antal sammanslagningar och ytterligare förstärkningslinjer byggs.
1900-talets första och andra decennier kännetecknas av att de sista större järnvägsprojekten genomförs, ofta med dåliga ekonomiska förutsättningar som visar sig i form av ständiga förluster och tidiga nedläggningsdatum. Det dröjde sedan tills 1990-talet innan man började bygga järnväg i Sverige igen. Skåne och Mälardalen prioriterades och sträckan Helsingborg-Kävlinge via Landskrona byggdes. Man byggde också en tunnel under Helsingborg samt påbörjade Hallandsåstunneln, som dock tog många gånger längre tid än planerat att bygga. Öresundsbron och anslutande järnväg byggdes också.

## Järnvägsnät

Dubbel- och fyrspåriga banor i Skåne.

### Dubbel- och fyrspåriga banor
Stommen i det skånska järnvägsnätet utgörs av tre (huvudsakligen) dubbelspåriga banor: Södra stambanan mellan Malmö och Stockholm, Västkustbanan mellan Lund och Göteborg samt Öresundsbanan mellan Malmö och Köpenhamn via Öresundsförbindelsen. Dessa tre banor förbinder de största skånska orterna – Malmö, Lund och Helsingborg – med Stockholm, Göteborg och Köpenhamn.

#### Södra stambanan
Södra stambanan är en dubbelspårig bana mellan Malmö och Stockholm via bland annat Lund, Eslöv och Hässleholm. Sträckan mellan Malmö och Lund är med sina drygt 460 tåg per dygn en av Sveriges mest trafikerade järnvägssträckor. Mellan Malmö centralstation och Lund (Ringvägen) är banan fyrspårig. I Arlöv sker övergången mellan dansk högertrafik och svensk vänstertrafik genom en planskild korsning där spåren korsar varandra. I Arlöv ansluter även Lommabanan mot Kävlinge via Lomma. 
Sträckan mellan Ringvägen och Lund C består endast av ett dubbelspår trots att denna sträcka betjänar tre fjärrlinjer, tre regionala linjer, fyra lokala linjer och mängder av godståg. Det passerar nära 460 tåg i varje riktning per dag.
Mellan Lund och Hässleholm finns ett flertal förbigångsspår som möjliggör för snabbare tåg att köra förbi långsammare. I Eslöv ansluter Rååbanan mot Helsingborg via Teckomatorp och i Hässleholm ansluter Skånebanan mellan Helsingborg och Kristianstad liksom Markarydsbanan mot Halmstad via Markaryd. Från Hässleholm fortsätter Södra stambanan vidare mot Stockholm.

#### Västkustbanan

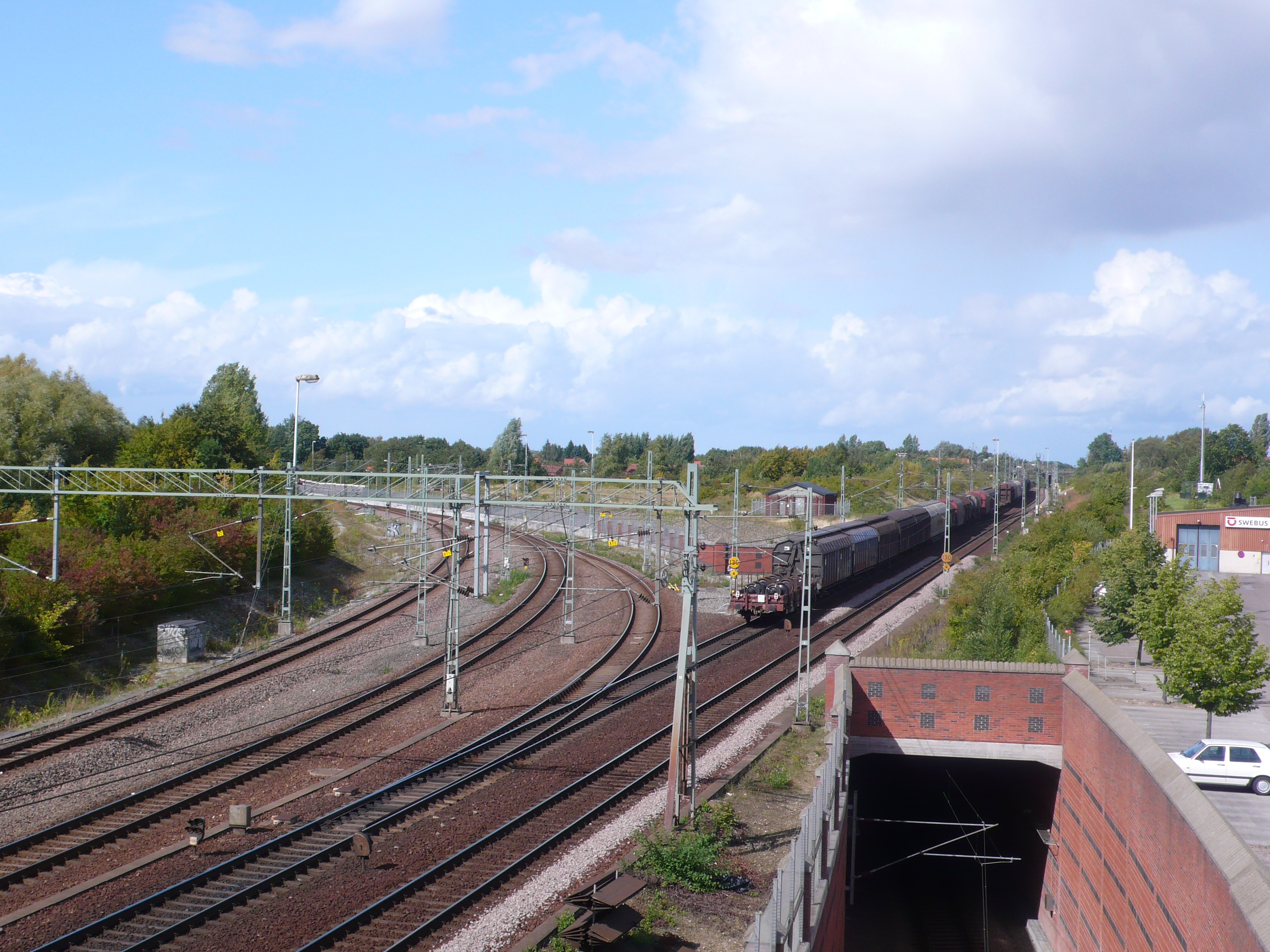
Västkustbanans planskilda sammanflätning med Södra stambanan i Lund.

Västkustbanan är en huvudsakligen dubbelspårig bana mellan Lund och Göteborg via bland annat de västskånska städerna Landskrona, Helsingborg och Ängelholm. Västkustbanan utgår ifrån Södra stambanan i Lund där den ansluter via en planskild korsning. Den sista etappen mellan Lund och Kävlinge fick dubbelspår 2005. I Kävlinge ansluter Lommabanan mot Malmö via Lomma samt Söderåsbanan mot Åstorp via Teckomatorp. Därefter fortsätter banan mot Helsingborg via Landskrona på en dubbelspårig järnväg som togs i bruk 2001. I Helsingborg ansluter Rååbanan mot Eslöv via Teckomatorp och Skånebanan mot Hässleholm och Kristianstad via Åstorp.
Mellan Helsingborg och Maria, strax norr om Helsingborg, är Västkustbanan fortfarande enkelspårig. Mellan Maria och Ängelholm är banan dubbelspårig sedan december 2023. I Kattarp ansluter Skånebanan mot Åstorp och i Ängelholm ansluter godsstråket genom Skåne mot Åstorp. Norr om Ängelholm är banan dubbelspårig hela vägen till Hamra, strax söder om Varberg, sedan Hallandsåstunneln togs i bruk i december 2015.
Sträckorna Lund–Kävlinge, Landskrona–Helsingborg och Helsingborg–Ängelholm trafikeras i regel inte av godstrafik. Godstrafiken går istället på Söderåsbanan och Lommabanan eller andra banor.

#### Öresundsbanan och Citytunneln

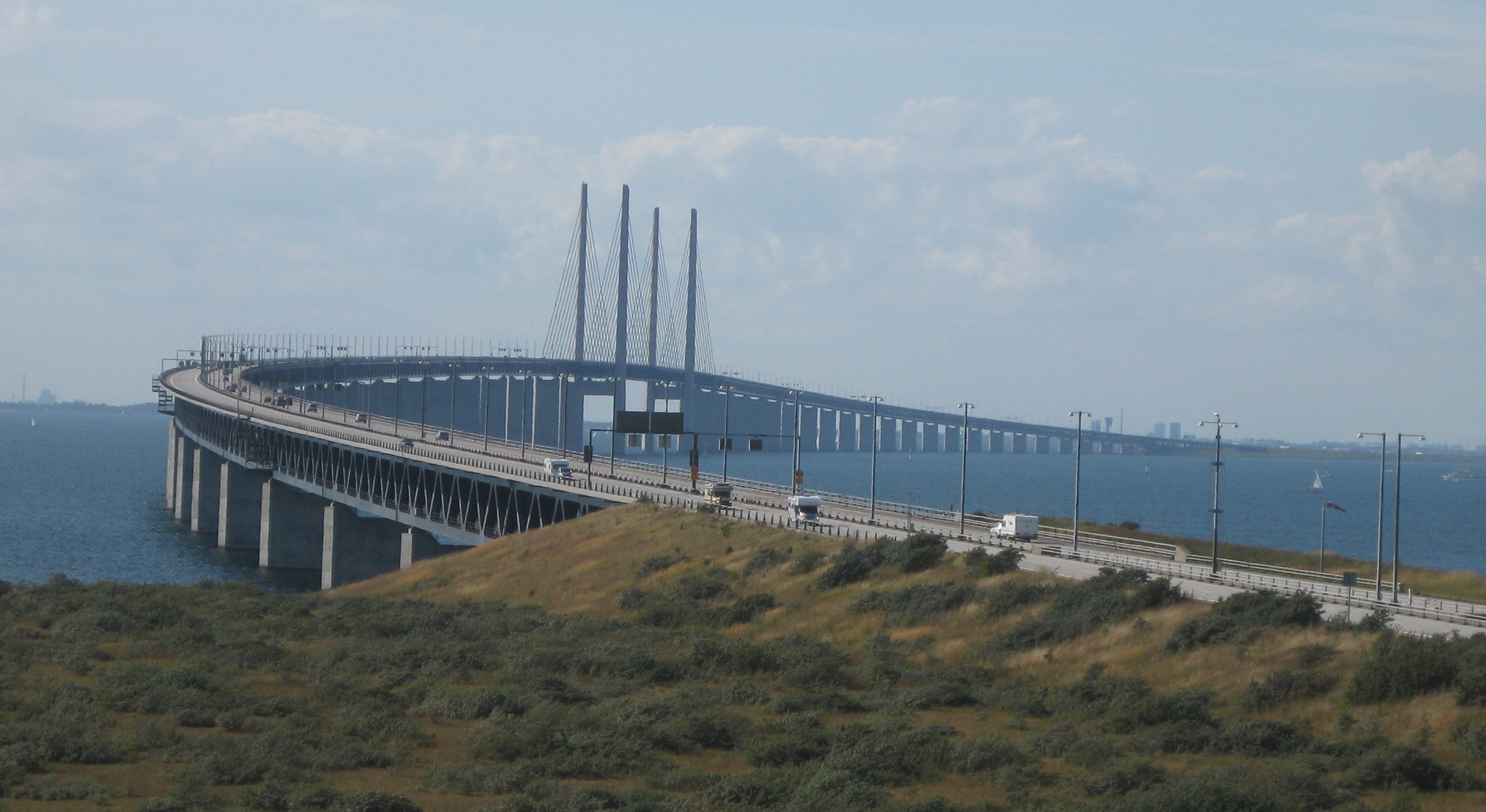
Öresundsbron förbinder Skånes och Själlands järnvägsnät.

Öresundsbanan är en dubbelspårig bana mellan Malmö och Köpenhamn som till största del utgörs av Öresundsförbindelsen. Den togs i drift den 1 juli 2000. På den svenska sidan av Öresund ansluter banan till Citytunneln i Hyllie och Kontinentalbanan i Fosieby. Både Hyllie station och Svågertorps station trafikeras av persontåg. Den huvudsakliga tågtrafiken utgörs av Öresundståg, X 2000 och godstrafik. Öresundsbanan skapar goda förbindelser mellan Skåne och Kastrups flygplats.

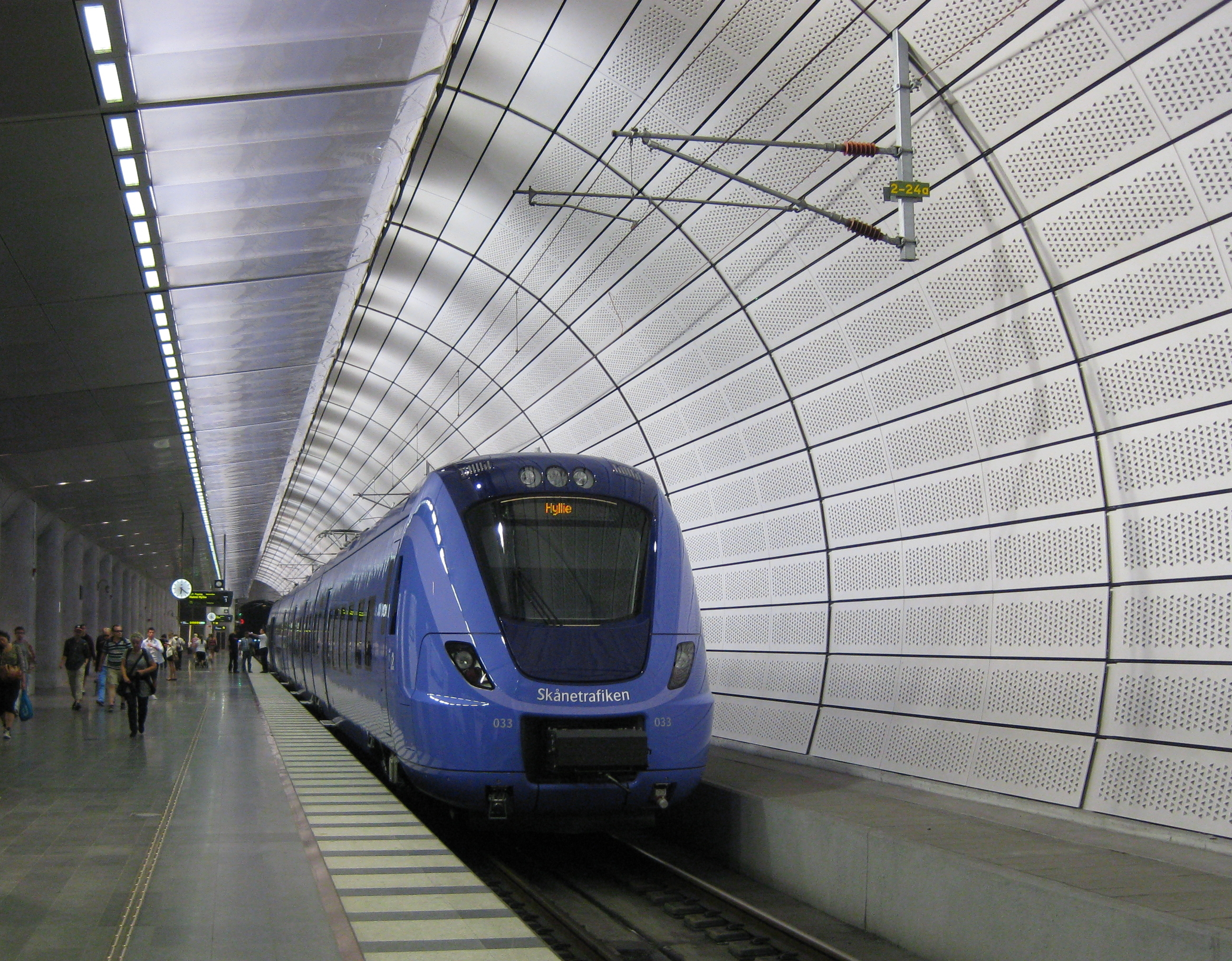
Den underjordiska stationen Triangelns station är en del av Citytunneln och en av de mest trafikerade i Skåne.

Tåg som trafikerar Öresundsbanan måste vara anpassade för både svensk och dansk järnväg. Vid det svenska brofästet i Lernacken finns gränsen mellan svensk (15 kV, 16 2/3 Hz) och dansk (25 kV, 50 Hz) standard för strömförsörjning. Själva signalsystemet växlar på Pepparholm. Dansk högertrafik gäller på banan till skillnad från nästan hela övriga svenska järnvägsnätet.
Genom Citytunneln, som togs i drift i december 2010, knöts Öresundsbanan ihop med Södra stambanan genom en sex kilometer lång tunnel under Malmö. Av säkerhetsskäl får i regel endast persontåg med nödbromsöverbryggning trafikera Citytunneln. Godståg är inte tillåtna i tunneln utan dessa leds istället via Kontinentalbanan. Den huvudsakliga tågtrafiken i Citytunneln utgörs därför av Pågatåg, Öresundståg och X 2000.

### Enkelspåriga banor

Enkelspåriga banor i Skåne.

#### Ystad- och Österlenbanan
Ystad- och Österlenbanan är två enkelspåriga banor som knyter ihop Malmö med Ystad och Simrishamn. Ystadbanan ansluter till Kontinentalbanan i Lockarp och Österlenbanan i Ystad. Österlenbanan knyter ihop Ystad och Simrishamn. Den huvudsakliga tågtrafiken utgörs av Pågatågen. Danska DSB körde även Öresundståg mellan Köpenhamn och Ystad för vidare transport till Bornholm. Sedan december 2017 hänvisas dock resande till och från Bornholm till Skånetrafikens Pågatåg mellan Malmö och Ystad.
Under 2017 färdigställdes två nya mötesspår på Ystadbanan med syfte att förbättra kapaciteten och punktligheten på den hårt trafikerade banan.

#### Godsstråket genom Skåne
Godsstråket genom Skåne är en enkelspårig bana mellan Trelleborg och Ängelholm via Malmö, Lomma, Kävlinge, Teckomatorp och Åstorp. Sträckan mellan Malmö och Lockarp är dock dubbelspårig. Banan delas ibland upp i Kontinentalbanan eller Trelleborgsbanan mellan Trelleborg och Malmö, Lommabanan Arlöv−Teckomatorp via Lomma, samt Söderåsbanan mellan Teckomatorp och Ängelholm via Åstorp. Söderåsbanan trafikeras av Pågatåg sedan december 2021 med uppehåll i Svalöv, Kågeröd och Billesholm. Vintern 2015 började Pågatåg rulla mellan Malmö och Trelleborg, med uppehåll i Västra Ingelstad och Östra Grevie, och sträckan fick därmed återigen regelbunden persontrafik, vilken var nedlagd i över 40 år.. Dessutom trafikeras banan mellan Malmö och Trelleborg av Snälltågets nattåg Malmö−Berlin. I december 2020 började Pågatågen att trafikera Lommabanan mellan Malmö och Kävlinge med uppehåll i Lomma och Furulund. Innan dess hade sträckan endast används för godståg, vissa Pågatåg mellan Malmö och Helsingborg samt som omledningsbana vid till exempel banunderhåll av andra sträckor.

#### Rååbanan
Rååbanan är en enkelspårig bana mellan Eslöv och Ramlösa, strax söder om Helsingborg. Den huvudsakliga tågtrafiken utgörs av Pågatågen. Sträckan mellan Eslöv och Teckomatorp kallas även för Marieholmsbanan och började trafikeras av pågatågen i december 2016 efter att sträckan hade rustats upp. Rååbanan ansluter till Södra stambanan i Eslöv, Söderåsbanan i Teckomatorp och Västkustbanan i Ramlösa.

#### Skånebanan

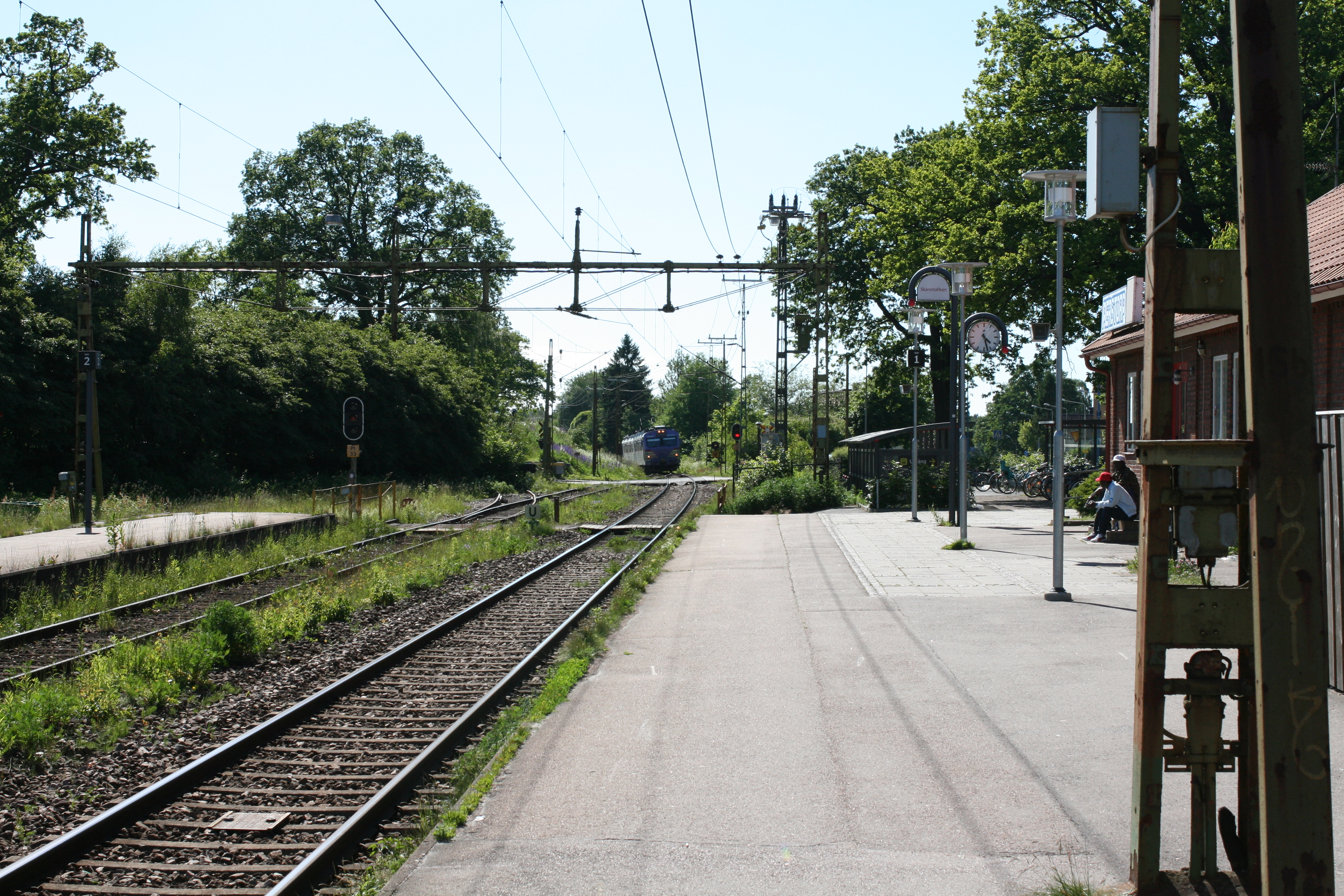
Skånebanan i Perstorp.

Skånebanan är en enkelspårig bana mellan Ramlösa, strax söder om Helsingborg, och Kristianstad via Åstorp och Hässleholm. Banan innefattar också en enkelspårig omledningsbana mellan Kattarp och Åstorp. Sträckan mellan Hässleholm och Kristianstad är en av de mest trafikerade enkelspåriga banorna i Sverige. Den huvudsakliga tågtrafiken utgörs av pågatågen mellan Helsingborg och Kristianstad samt Öresundståg mellan Hässleholm och Kristianstad. Även godstrafik trafikerar banan.

#### Blekinge kustbana
Blekinge kustbana är en enkelspårig bana mellan Kristianstad och Karlskrona. Den huvudsakliga tågtrafiken utgörs av pågatågen mellan Kristianstad och Karlshamn/Bromölla. samt Öresundståg mellan Kristianstad och Karlskrona. Även godstrafik trafikerar banan.

#### Markarydsbanan
Markarydsbanan är en enkelspårig bana mellan Hässleholm och Eldsberga, strax söder om Halmstad. Den huvudsakliga tågtrafiken utgörs av pågatågen mellan Hässleholm och Markaryd samt godståg.

#### Övriga banor
Övriga banor i Skåne innefattar järnvägen mellan Älmhult och Olofström (som under namnet Sydostlänken planeras bli elektrifierad och förlängd till Blekinge kustbana), mellan Kristianstad och Åhus samt den ej längre trafikerade Staffanstorpsbanan mellan Malmö och Staffanstorp (som utgör den västligaste delen av den nedlagda Simrishamnsbanan mellan Malmö och Simrishamn). Det finns även dressin- eller museijärnvägar mellan Björnstorp och Veberöd, Broby och Glimminge, Klippan och Ljungbyhed samt Gärsnäs och Brösarp.

### Järnvägsstationer

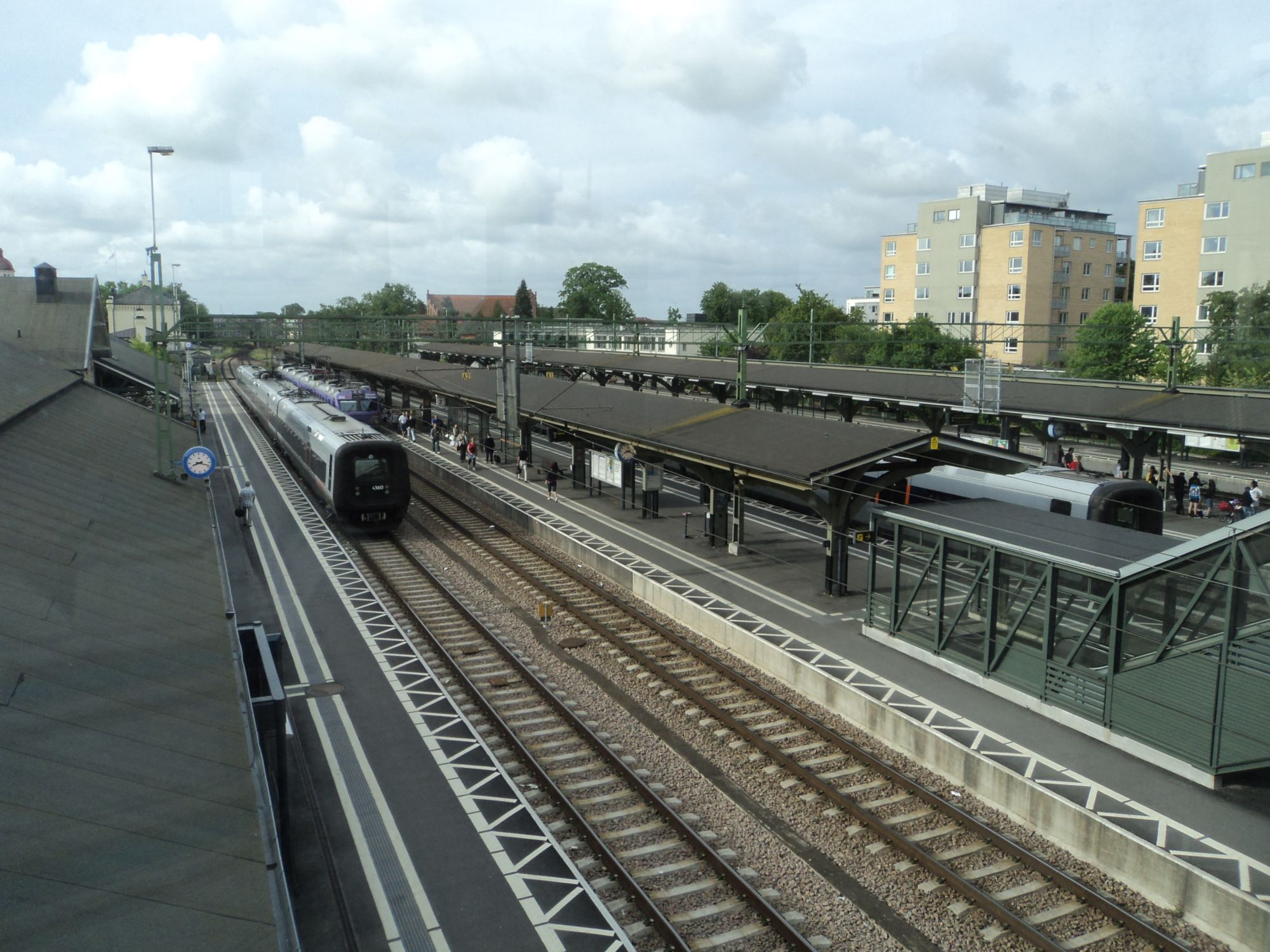
Lunds centralstation har flest resenärer i hela Skåne.

De största järnvägsstationerna i Skåne innefattar Lunds centralstation, Malmö centralstation, Triangelns station, Helsingborgs centralstation, Hässleholms centralstation och Kristianstads centralstation. Sedan Citytunneln togs i drift 2010 har antalet resenärer minskat vid Malmö centralstation till förmån för Triangelns station. Detta har lett till att Lunds centralstation har övertagit rollen som stationen med flest resenärer i Skåne. Den blev därmed också Sveriges tredje största station.
Utöver centralstationerna finns större järnvägsstationer i Hyllie, Landskrona, Eslöv, Ystad, Trelleborg, Kävlinge och Ängelholm. Ett stort antal pågatågsstationer, där enbart pågatågen stannar, finns utspridda längs med alla trafikerade banor.

### Kapacitet och utbyggnad

#### Kapacitetsutnyttjande

Kapacitetsutnyttjande av det skånska järnvägsnätet under ett dygn: låg (grön), medel (gul) och hög (röd).

Trots stora investeringar i det skånska järnvägsnätet har den kraftiga ökningen i antalet resenärer lett till ett stort kapacitetsutnyttjande av vissa banor. Efter byggandet av Citytunneln och Hallandsåstunneln liksom dubbelspårsutbyggnaden på stora delar av Västkustbanan, kvarstår sträckorna mellan Högevall (södra Lund) och Hässleholm, Hässleholm och Kristianstad samt Helsingborg och Maria (norra Helsingborg) som de mest överbelastade.

#### Utbyggnadsplaner

Järnvägsutbyggnader i Skåne (grönt) som är inplanerade i regeringens nuvarande nationella infrastrukturplan 2022–2033.

Till följd av den kraftiga uppgången av antalet resenärer i den skånska kollektivtrafiken under 2000-talet planeras flera utbyggnader av järnvägsnätet utöver de utbyggnader som redan har skett sedan Öresundsförbindelsen invigdes den 1 juli 2000.
[uppföljning saknas]
För att höja kapaciteten och förbättra tillförlitligheten i den skånska järnvägen är följande projekt inplanerade inom ramen för regeringens nationella infrastrukturplan 2022–2033:
- Förlängda mötesspår, Klippan och Attarp (Skånebanan)
- Upprustning, Hyllstofta–Hässleholm (Skånebanan)
- Upprustning, Arlöv–Kävlinge (Lommabanan), inklusive nya stationer i Flädie och Alnarp
- Nya förbigångsspår, Slätthult och Rättelöv (Södra stambanan), samt ombyggnad av spår 21 på Hässleholms godsbangård
- Kapacitetsåtgärder, Malmö C (utbyggnad av spår 58, planskild korsning på Malmö bangård, fler plattformsspår i banhallen vid Malmö C samt dubbelspår mellan Malmö C och Östervärn)
- Nytt dubbelspår, Lund–Hässleholm
- Dubbelspår, Helsingborg C–Maria (Västkustbanan)
- Nytt mötesspår, Kävlinge–Teckomatorp (godsstråket genom Skåne)
- Upprustning och utbyggnad, Älmhult–Olofström–Karlshamn (Sydostlänken)

Därutöver ryms även vissa smärre – ej namngivna – kapacitetsåtgärder.
På längre sikt har följande åtgärder pekats ut som prioriterade av Trafikverket:
- Fler spår, Helsingborg C–Ramlösa, inklusive utbyggnad av Ramlösa station
- Ombyggnad, Hässleholm C
- Dubbelspår, Hässleholm–Kristianstad (Skånebanan), inklusive fler plattformsspår vid Kristianstad C
- Fler spår, Hässleholm–Alvesta (Södra stambanan)
- Partiellt dubbelspår, Rydsgård–Skurup (Ystadbanan)
- Fler spår, Lund–Helsingborg (Västkustbanan)
- Partiellt dubbelspår, Lockarp–Trelleborg (Trelleborgsbanan)
- Nytt mötesspår och plattformar, Helsingborg–Eslöv (Rååbanan)

Vad gäller Öresundsbanan, som ägs av SVEDAB, har följande åtgärder pekats ut som prioriterade:
- Signalförtätning och andra kapacitetsåtgärder, såsom planskilda korsningar vid Svågertorp, Lockarp och Fosie

På den danska sidan är den mest akuta kapacitetsbristen Kastrup flygplats, som idag bara har två spår för persontrafik. En utbyggnad av stationen till att även omfatta de två godsspår som idag går norr om järnvägsstationen är nödvändig för att klara kapacitetsbehovet på Öresundsbanan under de kommande åren. Dessa åtgärder väntas vara tillräckliga för att Öresundsbrons kapacitet ska räcka fram till 2050.

##### Ny fast förbindelse över Öresund
Sedan Öresundsbrons invigning har det funnits flera förslag på nya förbindelser. En tunnel mellan Helsingborg och Helsingör skulle avlasta Öresundsbron. Ett annat alternativ är att bygga en tunnel mellan Landskrona och Köpenhamn. Ett tredje alternativ är att förbinda Malmö med Köpenhamns metro. Ett fjärde alternativ är att bygga en ny godstågtunnel mellan Pepparholm och Amager för att öka kapaciteten i Drogdentunneln. Drogdentunneln utgör flaskhalsen på Öresundsförbindelsen eftersom persontåg inte får befinna sig i tunneln samtidigt som godståg.

## Tågbolag
Huvudman för persontrafiken i Skåne är huvudsakligen Skånetrafiken och SJ. Genom bolaget Öresundståg AB är Skånetrafiken indirekt huvudman för Öresundstågen tillsammans med ett antal andra länstrafikbolag. Operatör för Pågatågen är VR Sverige, medan Transdev är operatör för Öresundstågen. SJ är operatör för sina egna tåg.
Skånetrafiken är även huvudman för större delen av busstrafiken i Skåne. Detta innebär att resenären kan resa med en och samma biljett på både tåg och buss.

## Tågtrafik

### Pågatågen
| Pågatågen trafikerar i princip alla skånska persontågstrafikerade banor och fungerar som lokaltåg. |  | Pågatågen trafikerar i princip alla skånska persontågstrafikerade banor och fungerar som lokaltåg. |
| Pågatågen trafikerar i princip alla skånska persontågstrafikerade banor och fungerar som lokaltåg. |  | |

Pågatågstrafiken med trafikerade linjer (lila) och planerade linjer (ljuslila). Varje linje motsvarar en avgång per timme under dagtid (avvikelser kan förekomma). Streckade linjer trafikeras endast under rusningstrafik.

Pågatågen utgör Skånes lokaltåg och trafikerar 76 stationer. Huvudman är Skånetrafiken och operatör är VR Sverige. Tågen består av lilafärgade elmotorvagnar av typen X61 och är uppkallade efter någon verklig eller påhittad skånsk påg eller tös. Deras största tillåtna hastighet är 160 km/h. Ursprungligen utgjordes Pågatågen av elmotorvagnar av typen X11, men dessa såldes successivt av fram till 2013 eftersom de inte fick användas i Citytunneln av säkerhetsskäl.
Pågatågen trafikerar Södra stambanan mellan Malmö och Hässleholm, Västkustbanan mellan Lund och Halmstad via Landskrona och Helsingborg, Citytunneln samt Ystad- och Österlenbanan mellan Malmö och Simrishamn via Ystad, Trelleborgsbanan mellan Malmö och Trelleborg, Lommabanan mellan Malmö och Kävlinge via Lomma, Rååbanan mellan Eslöv och Helsingborg via Teckomatorp, Skånebanan mellan Helsingborg och Kristianstad via Hässleholm, Markarydsbanan mellan Hässleholm och Markaryd, Blekinge kustbana mellan Kristianstad och Karlshamn samt Söderåsbanan mellan Åstorp och Teckomatorp.

### Öresundståg
| Öresundstågen (X31) trafikerar de större banorna och fungerar som regionaltåg. |  | Öresundstågen (X31) trafikerar de större banorna och fungerar som regionaltåg. |
| Öresundstågen (X31) trafikerar de större banorna och fungerar som regionaltåg. |  |                                                                                |

Öresundstågstrafiken med trafikerade linjer (grått). Varje linje motsvarar en avgång per timme under dagtid (avvikelser kan förekomma). Ljusgråa linjer trafikeras endast under rusningstrafik. Sedan gränskontroller infördes i samband med migrationskrisen 2015/2016 har antalet Öresundståg över Öresundsförbindelsen reducerats från 6 till 3 per timme under rusningstid.

Öresundstågen utgör Skånes regionaltåg och trafikerar de större stationerna. Huvudman är Öresundståg AB på den svenska sidan av Öresund och operatör är Transdev. Tågen består av gråa elmotorvagnar av typen X31 som är anpassade för både svensk och dansk järnväg. Deras största tillåtna hastighet är 180 km/h. Tågsätten kan kopplas samman så att det blir fri passage från ena änden av tåget till den andra, vilket är ett krav för att få köra i Drogdentunneln, tunneldelen av Öresundsförbindelsen.
Öresundstågen trafikerar Öresundsbanan, Södra stambanan, Västkustbanan, Skånebanan mellan Hässleholm och Kristianstad samt Blekinge kustbana.
Från och med den 11 december 2022 tog Skånetrafiken även över ansvaret för Öresundstågen på den danska sidan, där tågen kommer att köra fram till Österport.

### X 2000

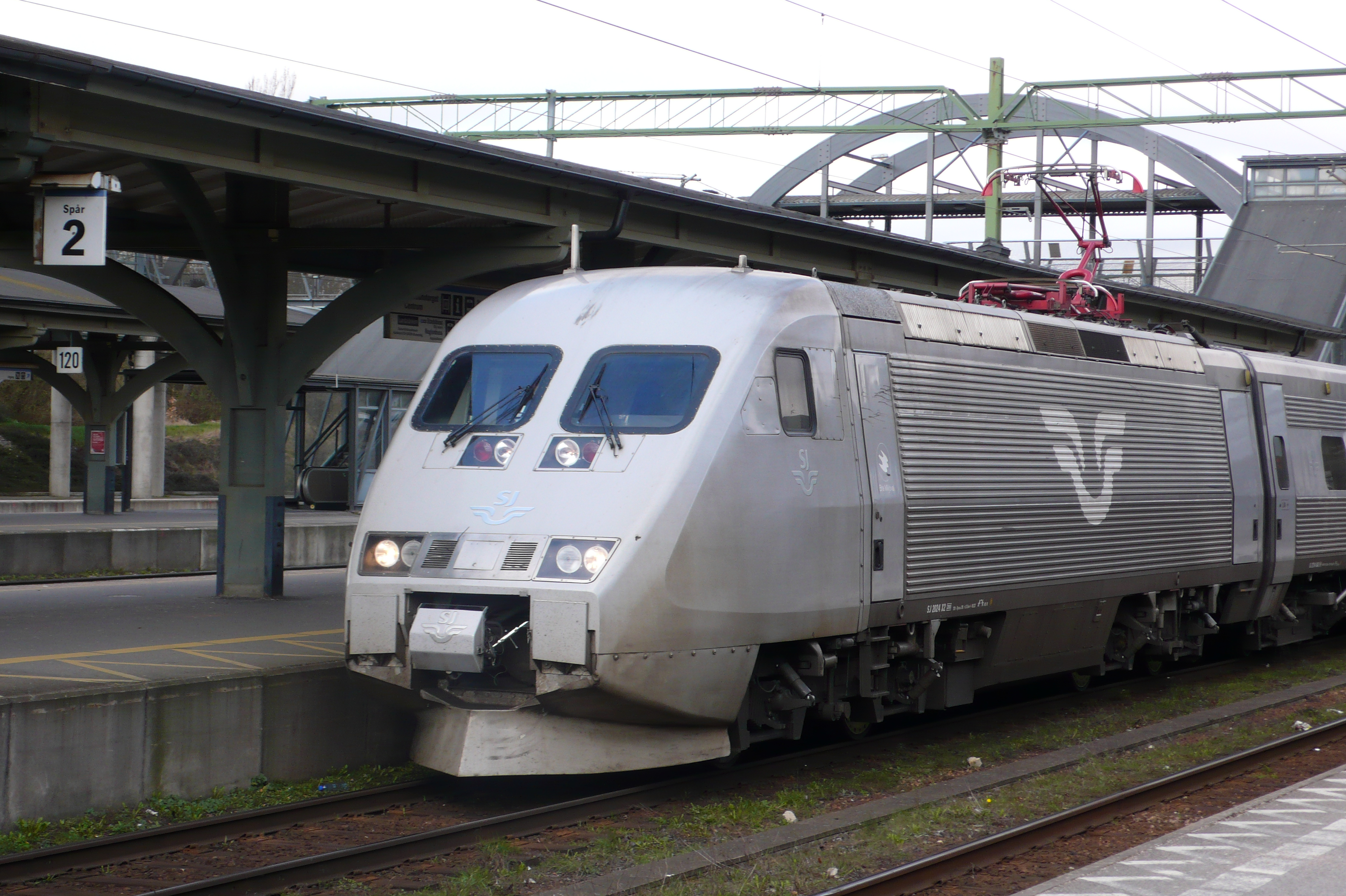
X 2000 förbinder de största städerna i Skåne med Stockholm, Göteborg och Köpenhamn.

X 2000 är ett snabbtåg som trafikerar Malmö, Lund, Helsingborg och Hässleholm. Tågen förbinder Skåne med storstäderna Stockholm, Göteborg och Köpenhamn. Huvudman och operatör är SJ. Tågen består av typen X2. Deras största tillåtna hastighet är 200 km/h. X 2000 trafikerar Södra stambanan, Västkustbanan och Öresundsbanan.

### Övrig persontågstrafik
Vid sidan av Pågatåg, Öresundståg och X 2000 förekommer ett antal andra persontåg i Skåne. Sträckan mellan Hässleholm och Växjö trafikeras av Krösatågen. Snälltåget trafikerar bland annat Malmö–Stockholm och Malmö–Berlin. 

### Godstågstrafik
Godstågstrafik förekommer på nästan alla skånska banor utom i Citytunneln och på Västkustbanan Lund–Kävlinge, Landskrona–Helsingborg och Helsingborg–Ängelholm.